# Chopokov
Chopokov (en kirghize et en russe : Шопоков) est une ville de la province de Tchouï, au Kirghizistan. Elle est située à 20 km à l'ouest de Bichkek. Sa population s'élevait à 9 483 habitants en 2008.

## Histoire
Chopokov fut d'abord une commune urbaine du nom de Krasnooktiabrski (en russe : Краснооктябрьский). Elle reçut le statut de ville (город) le 25 février 1985. Le même jour elle était renommée en l'honneur du Héros de l'Union soviétique Douïchenkoul Chopokov, un des 28 soldats de la Division Ivan Pantilov, qui moururent héroïquement en défendant Moscou, le 18 novembre 1941.